# Manolito Mario Franz
Manolito Mario Franz (* 18. März 1978 in Kaiserslautern; auch bekannt als Manolito) ist ein deutscher Opernsänger (Tenor).

## Leben

### Jugend und Ausbildung
Manolito Mario Franz kam 1978 als Zweitgeborener in Deutschland zur Welt. Der Spross einer Musikerfamilie mit neapolitanischen Wurzeln erbte die Tenor-Stimme seines Großvaters Romeo Dela Rosa, der – gerade als er an der Mailänder Scala anfangen sollte – seine Karriere aufgrund der Wirren des Zweiten Weltkrieges abbrechen musste und schon früh verstarb.
Manolitos Vater war ein großer Opernfan, dessen Sammlung von Mario-Lanza-Platten Manolito bereits von klein auf begeisterten. Schon früh zeigte sich, dass Manolito in die Fußstapfen seines Großvaters treten würde, denn bereits mit fünf Jahren kannte er sämtliche Liedtexte aus der Schallplattensammlung seines Vaters auswendig. Gemeinsam mit seinem Bruder fing er im Alter von acht Jahren aus eigenem Antrieb an, Klavierunterricht zu nehmen.
Seine ersten öffentlichen Auftritte hatte er mit 12 Jahren in einem Wiener Heurigenlokal, wo er sich selbst am Klavier begleitete und Wiener Schrammel-Lieder sang.

### Beruflicher Werdegang / Musikalische Karriere
Der Tenor Manolito Mario Franz hatte sein erstes Engagement von 1998 bis 1999 am Staatstheater Saarbrücken und war von 1999 bis 2004 festes Mitglied der Bayerischen Staatsoper. Gastengagements führten ihn unter anderem nach Österreich (Salzburg) als Don Ottavio, Fenton und Belmonte.
Auf der internationalen Konzertbühne feierte man ihn als Tamino ebenso wie als Don Ottavio, und als Mozartinterpret war er auch in den Niederlanden (Amsterdam/Rotterdam), Frankreich (Straßburg) und Luxemburg erfolgreich.
2008 gab er sein Rollendebüt als Herodes im Stadttheater Bremerhaven.
In der von der Fachzeitschrift Opernwelt nominierten Salome bewies er, dass er sowohl dem lyrischen als auch dem dramatischen Fach gewachsen ist.
Mit „… bewundernswerter Diktion …“ sei hier nur eine der durchweg guten Kritiken genannt, die der junge Tenor für seine Interpretation des Herodes erhielt.
Um seine Stimme zu pflegen, kehrt er musikalisch immer wieder gerne zu Mozart zurück und sang zuletzt bei der Einweihung des neuen Rotterdamer
Konzertgebäudes „De Doelen“ die Rolle des Don Ottavio in dessen Don Giovanni.
2010 debütierte er als Samson (Samson und Delilah) im Stadttheater Bremerhaven.
Unmittelbar danach war er dort auch in der modernen Oper Melusine von Aribert Reimann zu hören.
2011 sang er den Raskolnikoff in Heinrich Sutermeisters gleichnamiger Oper in Schleswig-Holstein.
2012 hat Manolito beschlossen, seinen musikalischen Horizont über die Klassik hinaus zu erweitern. Seine Crossover-Produktionen haben dabei einen ganz eigenen Latino-Stil. Am besten könnte man ihn vergleichen mit einer Mischung aus Buena Vista Social Club, Toni Bennet, Luis Miguel und Mario Lanza.

## Auszeichnungen
- Gewinner des internationalen Gesangswettbewerbs „Francisco Vinas – 2007“.
- Gewinner des „Musica Classica“-Preises und des „Orpheus-Sonderpreises“ beim internationalen Gesangswettbewerb der Festspielstadt Passau.
- Gewinner der internationalen TV-Nachwuchspreisverleihung von Pro7 „ONE“ Kategorie „Klassik“.
- Gewinner des „DJB-Young Artist’s-Contest“ von RTL.

## Repertoire
- Tschaikowsky, Eugen Onegin, Lenski
- Wolfgang Amadeus Mozart, Die Zauberflöte, Tamino
- Wolfgang Amadeus Mozart, Don Giovanni, Don Ottavio
- Wolfgang Amadeus Mozart, Così fan tutte, Ferrando
- Wolfgang Amadeus Mozart, Bastien und Bastienne, Bastien
- Wolfgang Amadeus Mozart, Die Entführung aus dem Serail, Belmonte
- Richard Strauss, Salome, Herodes
- Giuseppe Verdi, Falstaff, Fenton
- Jacques Offenbach, Die Rheinnixen, Franz Waldung
- Aribert Reimann, Melusine, Max Oleander
- Johann Strauss, Die Fledermaus, Alfred
- Camille Saint-Saëns, Samson et Dalila, Samson
- Kurt Weill, Der Silbersee, Baron Laur, Lotterieagent
- Emmerich Kalmann, Die Csárdásfürstin, Edwin
- Heinrich Sutermeister, Raskolnikoff
- D-F-E. Auber, Das Gasthaus zu Terracina, Fra Diavolo

## Diskografie
- Bellissima – Love Song (MP3, 2012)

## Filmografie
- 2017: Hubert und Staller (eine Folge)[4]